# Marrakesch-Deklaration
Die „Marrakesch-Deklaration“ (engl.: Marrakesh Declaration, auch: Morocco Declaration) ist eine Ende Januar 2016 in der marokkanischen Stadt Marrakesch verabschiedete Erklärung zur Zukunft des religiösen Miteinanders und zu den Rechten von religiösen Minderheiten. Hervorgegangen ist die Deklaration aus einer Tagung von rund 200 Staatsmännern und religiösen Gelehrten – Sunniten, Schiiten und Angehörigen anderer Religionen – zum Thema „Religiöse Minderheiten in islamischen Ländern: Der juristische Rahmen und ein Aufruf zum Handeln“.
Zielrichtung der Deklaration war es, vor dem Hintergrund der gegen Nicht-Muslime gerichteten Terrorakte des sog. Islamischen Staates im Irak und Syrien Spannungen zwischen Muslimen und Nicht-Muslimen so weit wie möglich abzubauen, gleich, ob in islamischen oder nicht-islamischen Ländern.
Die Deklaration erhebt dazu u. a. folgende Forderungen:

„Muslimische Gelehrte und Intellektuelle sollen das Konzept der Staatsbürgerschaft entwickeln und in der islamischen Tradition verankern. Die Lehrpläne an den Schulen sollen auf diskriminierende Äußerungen gegenüber anderen Religionen untersucht werden. Zivilgesellschaftliche Akteure und Organisationen sollen sich für einen gerechten Umgang mit religiösen Minderheiten einsetzen. Die jeweiligen ethnischen und konfessionellen Bevölkerungsgruppen sollen ihre ‚selektive Amnesie‘ überwinden und auf ein Bewusstsein von übergreifender nationaler Gemeinschaftlichkeit hinarbeiten.“